# Łucznictwo na Letniej Uniwersjadzie 2009
Łucznictwo na Letniej Uniwersjadzie 2009 odbędzie się w dniach 7 - 11 lipca na obiekcie Military Academy w Belgradzie. Treningi odbywać będą się na obiekcie Stadium FC Red również w Belgradzie. 
Military Academy oddalona jest od wioski akademickiej o siedem kilometrów, czyli około 15 minut drogi samochodem.
Do rozdania będzie 10 kompletów medali. Po 4 w konkurencjach męskich jak i żeńskich oraz 2 w konkurencjach mieszanych.
Łucznicy będą strzelać z dwóch rodzajów łuków: olimpijskiego (sportowy) oraz bloczkowego (ang.compound)

## Obiekty
| Obiekt            | Miasto  | Odległość od wioski uniwersyteckiej | Odległość od wioski uniwersyteckiej | Funkcja           |
| Obiekt            | Miasto  | Kilometry                           | Czas                                | Funkcja           |
| Akademia Wojskowa | Belgrad | 7,6 km                              | 15 min                              | Zawody i treningi |
| Stadion FC Red    | Belgrad | 8,0 km                              | 15 min                              | Treningi          |

## Konkurencje
| Łuk olimpijski - indywidualnie - drużynowo Łuk bloczkowy - indywidualnie - drużynowo | Łuk olimpijski - indywidualnie - drużynowo Łuk bloczkowy - indywidualnie - drużynowo | Łuk olimpijski - drużynowo Łuk bloczkowy - drużynowo |

## Terminarz finałów
| - 17:20 - 17:40 - łuk bloczkowy zespoły mieszane - 18:00 - 18:20 - łuk olimpijski zespoły mieszane | - 11:15 - 11:30 - łuk bloczkowy kobiety indywidualnie - 11:45 - 12:00 - łuk bloczkowy mężczyźni indywidualnie - 12:15 - 12:30 - łuk olimpijski kobiety indywidualnie - 12:45 - 13:00 - łuk olimpijski mężczyźni indywidualnie - 15:25 - 15:50 - łuk bloczkowy kobiety drużynowo - 16:15 - 16:40 - łuk bloczkowy łuk olimpijski - 17:05 - 17:30 - łuk olimpijski kobiety drużynowo - 17:55 - 18:20 - łuk olimpijski łuk olimpijski |

## Medale
| Konkurencja                  | Złoto                                                         | Srebro                                                       | Brąz                                                     |
| Mężczyźni                    |                                                               |                                                              |                                                          |
| Łuk olimpijski indywidualnie | Wiktor Ruban                                                  | Wang Cheng-pang                                              | Dimitro Hrachow                                          |
| Łuk olimpijski drużynowo     | Korea Południowa Kim Seong-hoon Park Hee-jae Kim Jae-hyeong   | Chińskie Tajpej Wang Cheng-pang Kuo Cheng-wei Sung Chia-chun | Włochy Massimiliano Mandia Amedeo Tonelli Matteo Fissore |
| Łuk bloczkowy indywidualnie  | Steven Gatto                                                  | Federico Pettenazzo                                          | Danzan Kaludorow                                         |
| Łuk bloczkowy drużynowo      | Stany Zjednoczone Stephen Swade Zachary Plannick Steven Gatto | Meksyk Eduardo Villasenor Gerardo Alvarado Hafid Jaime       | Rosja Anton Kłyszczenko Denis Segin Danzan Kaludorow     |
| Kobiety                      |                                                               |                                                              |                                                          |
| Łuk olimpijski indywidualnie | Kim Ye-seul                                                   | Kim Yu-mi                                                    | Gema Buitron                                             |
| Łuk olimpijski drużynowo     | Korea Południowa Chang Hye-jin Kim Yu-mi Kim Ye-seul          | Ukraina Tetiana Dorokowa Wiktorija Kowal Ołena Kuszniruk     | Chiny Qian Jialing Guo Dan Chen Ling                     |
| Łuk bloczkowy indywidualnie  | Seok Ji-hyun                                                  | Wiktoria Balzanowa                                           | Erica Anschutz                                           |
| Łuk bloczkowy drużynowo      | Chińskie Tajpej Chen Li-ju Wen Yu-chun Lin Chia-ying          | Rosja Natalia Adwiewa Wiktoria Balzanowa Albina Loginowa     | Korea Południowa Seo Jung-hee Kwon Oh-hyang Seok Ji-hyun |
| Mieszane                     |                                                               |                                                              |                                                          |
| Łuk olimpijski drużynowo     | Korea Południowa Kim Seong-hoon Kim Ye-seul                   | Ukraina Dimitro Hrachow Wiktorija Kowal                      | Polska Rafał Dobrowolski Justyna Mospinek                |
| Łuk bloczkowy drużynowo      | Rosja Danzan Kaludorow Albina Loginowa                        | Stany Zjednoczone Steven Gatto Erica Anschutz                | Korea Południowa Kim Dong-gyu Seok Ji-hyun               |

## Wyniki
| Łuk olimpijski - indywidualnie - drużynowo Łuk bloczkowy - indywidualnie - drużynowo | Łuk olimpijski - indywidualnie - drużynowo Łuk bloczkowy - indywidualnie - drużynowo | Łuk olimpijski - drużynowo Łuk bloczkowy - drużynowo |